# Cieneguilla (Guanajuato)
Cieneguilla es una localidad del estado mexicano de Guanajuato. Es parte del municipio de Victoria.

## Demografía
| Gráfica de evolución demográfica |
|                                  |

| Censo | Población |
| ----- | --------- |
| 1980  | 876       |
| 1990  | 946       |
| 2000  | 1 005     |
| 2010  | 1 190     |
| 2020  | 1 412     |